# روب جيتر
روب جيتر (بالإنجليزية: Rob Jeter)‏ هو مدرب كرة سلة أمريكي، ولد في 15 مايو 1969 في بيتسبرغ في الولايات المتحدة.

## روابط خارجية
- روب جيتر على موقع كلية كرة السلة في سبورتس رفرنس.كوم (الإنجليزية)